# Горан Вишнич
Горан Вишнич (хорв. Goran Višnjić, [ˈvɪʃnjɪtʃ] / [ʋiʃɲitɕ]; нар. 9 вересня 1972) — американський актор хорватського походження.

## Життєпис
Народився 9 вересня 1972 року у місті Шибеник в Югославії (зараз Хорватія). Його батько був водієм автобуса, мати працювала продавчинею. Уже в дитинстві Горан зацікавився театром, став брати участь в сценічних постановках, а в 16 років дебютував в кіно, знявшись в драмі «Брати по матері» (Braća po materi). У рік, коли почалася Югославська війна, Горан Вишнич служив у Югославській народній армії. Перервавши службу, він повернувся в Шибеник і вступив в нову хорватську армію, щоб захистити своє рідне місто від військ Сербської Країни.
Після цього вирушив до Загреба, де вступив до Загребської театральної академії. Одна з найвідоміших театральних ролей Горана Вишнича — Гамлет. Роль данського принца принесла йому кілька премій «Орландо». Цікаво, що роль дісталася молодому актору випадково: він повинен був грати Лаерта, але незадовго до прем'єри виконавець головної ролі пішов з вистави, і Горан погодився його замінити.
Перш ніж з'явитися в серіалі «Швидка допомога», Вишнич грав в кіно ролі другого плану. Його можна побачити в таких стрічках, як «Миротворець», «Шалено вірна дружина» і «Практична магія». У 1998 році він знявся в кліпі Мадонни на пісню «The Power of Goodbye» і виконав невелику роль у фільмі «Шулери». Справжнім проривом стала роль боснійського водія Рісто Бавич у фільмі Майкла Вінтерботтома «Ласкаво просимо в Сараєво». Побачивши цю роботу Вишнича, продюсер «Швидкої допомоги» Джек Орман тут же вирішив, що молодий хорват стане гідною заміною Джорджу Клуні, що покинув серіал. Горан Вишнич вперше з'явився в 6-му сезоні «Швидкої допомоги», а до 11-го став одним з провідних акторів проєкту. Його герой — красень-доктор Лука Ковач, хорват, який емігрував до Америки після війни. Сім'я Ковача загинула, і він намагається почати нове життя в Штатах. Але його відносини з американцями, і особливо з американками, складаються не дуже гладко. Вишнич знімався в медичному серіалі протягом дев'яти років, паралельно беручи участь в інших проєктах.

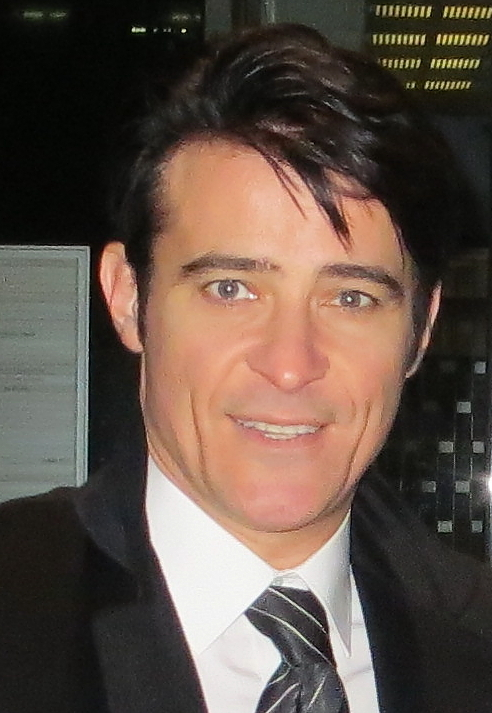
Вишнич у 2012

Він зіграв одну з головних ролей в детективному трилері «На самому дні», озвучив одного з героїв мультфільму «Льодовиковий період», знявся в екшен-комедії «Остання воля» і фільмі жахів «Під гіпнозом». У 2004 році Горан Вишнич взяв участь в американському історичному мінісеріалі «Спартак» і в хорватському серіалі «Довга похмура ніч». У 2005 році вийшов фільм «Електра», головні ролі в якому виконали Горан Вишнич і Дженніфер Гарнер. «Електра» — фантастичний бойовик про пригоди найманої вбивці Електри Начіос, заснований на популярній серії коміксів. Герой Вишнич повинен стати однією з жертв безжальної гречанки. Однак вони перетворюються в союзників і вирішують разом знищити замовника.

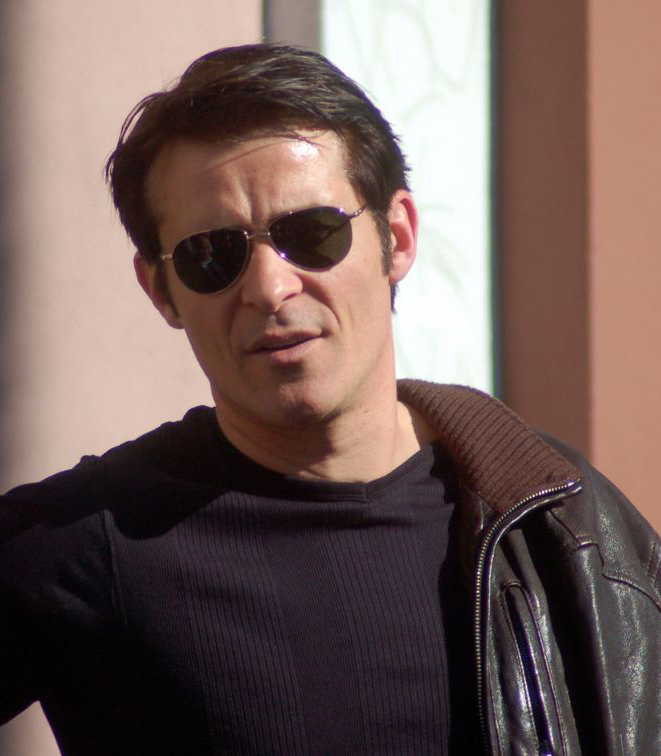
Вишнич у 2012

Влітку 2005 року Горан Вишнич брав участь у кастингу на роль Джеймса Бонда і став одним з чотирьох фіналістів. Але в результаті роль «пішла» до британського актора Деніела Крейга. У 2009 році на фестивалі «Санденс» відбулася прем'єра драми «Хелен», головні ролі в якій виконали Горан Вишнич і Ешлі Джад. В цьому ж році актор взяв участь у проєкті «Нью-Йорку, я люблю тебе» (короткометражка Андрія Звягінцева) і зіграв у телевізійному фільмі «Хоробре серце Ірени Сендлер», який розповідає про молоду польку, що рятувала єврейських дітей під час нацистської окупації. У 2011 році відбулась прем'єра фільму «Початківці», у якому Вишнич з'явиться в компанії Крістофера Пламмера і Евана МакГрегора.
У 2011 році виконав роль Драгана Арманські — голову охоронного агентства, у фільмі «Дівчина з татуюванням дракона», і він підписав контракт на цю роль для всієї кінотрилогії з компанією Sony Pictures Entertainment. Вишнич знявся у чотирьох епізодах американського телесеріалу «Пан Американ»; він грав югославського аташе Організації Об'єднаних Націй.
У 2014 році Горан грав Джон Вудса, чоловік Моллі Вудс, у серіалі «За межами», знятий Стівеном Спілбергом. Хоча серіал був відновлений в кінці 2014 року, Вишнич покинув серіал на початку другого сезону.
У 2015 році він зіграв головну роль в третьому сезоні «Перетинаючи межу», зображуючи роль Марко Константе, італійського детектива в пошуках своєї сестри.
У 2016—2018 роках Вишнич знімався в телесеріалі «Поза часом» каналу NBC. Він виконував роль колишнього агента NSA Гарсія Флінна, який намагається змінити історію США зі злочинною метою.

## Особисте життя
Вишнич бере активну участь в американських і європейських рухах захисту тварин. Разом зі своєю собакою Багсі знявся у фотосесії для правозахисної організації PETA на знак протесту проти виробництва хутра. У даний час він — представник Міжнародного фонду захисту тварин і фонду «Друзі тварин Хорватії», а також надає допомогу низці невеликих організацій у Каліфорнії. Він підтримує низку медичних установ у Хорватії шляхом пожертвування грошей і обладнання.
Його дружина, Єва Вишнич (народжена Івана Врдоляк), художник і скульптор, дочка режисера Антуна Врдоляка, який очолював Хорватське радіотелебачення у 1991-95 роках. У пари є двоє прийомних дітей — син Тін (2007) і дочка Вів'єн Софія (2009), та один біологічний син, Віго Лео (2011) від сурогатної матері. Вони живуть в Лос-Анджелесі, штат Каліфорнія. У них є також будинок на хорватському острові Хвар.
Вишнич визнав батьківство дочки Лани Лурдес Рупіч, що народилась від роману з хорваткою Мірелою Рупіч у 2007 році.

## Фільмографія

### Телесеріали
| Рік         | Серіал                  | Оригінальна назва серіалу | Персонаж          | Примітка |  |
| ----------- | ----------------------- | ------------------------- | ----------------- | --- |  |
| 1997        | «Затишшя перед бурею»   | Olujne tišine 1895-1995   | Володимир Видрич  | |  |
| 1999 — 2007 | «Швидка допомога»       | ER                        | Доктор Лука Ковач | в 14 сезоні (2007—2008) з'явився тільки в 7 серіях). У 15 сезоні заключна поява в 3 серії «Книга Еббі».                                                                                            |  |
| 2005        | «Ненаписане»            | Unscripted                | Самого себе       | |  |
| 2005        | «Довга похмура ніч»     | Duga mračna noć           | Іван Колар        | 13-а тв версія |  |
| 2006        | «Наша маленька клініка» | Naša mala klinika         | Епізод            | в 5 серії «Bijeli miševi» 3 сезону |  |
| 2010        | «Boston's Finest»       | Boston's Finest           | Ангус Мартін      | закритий на пілотній серії |  |
| 2010        | «Противага»             | Leverage                  | Демієн Моро       | 3 сезон: 15 — «The Big Bang Job»\"Справа про великий вибух", 16 — «The San Lorenzo Job»\"Справа Сан-Лоренцо"                                                                                       |  |
| 2010        | «Безодня»               | The Deep                  | Самсон            | 5 серій |  |
| 2011 — 2012 | «Пан Американ»          | Pan Am                    | Ніко Лонца        | 1 сезон: 5 — «One Coin in a Fountain» \ «Монетка в фонтані», 6 — «The Genuine Article» \ «Справжня стаття», 7 — «Truth or Dare» \ «Правда или желание», 13 — «Romance Languages»\ «Мова романтики» |  |
| 2013        | «Червона вдова»         | Red Widow                 | Ніколай Шиллер    | |  |
| 2014        | «За межами»             | Extant                    | Джон Уоттс        | 1 сезон (13 серій) і 2 сезон (1 серія) |  |
| 2015        | «Перетинаючи межу»      | Crossing Lines            | Марко Константі   | 3 сезон |  |
| 2016        | «Поза часом»            | Timeless                  | Гарсіа Флінн      | |  |
| 2020        | «Доктор Хто»            | Doctor Who                | Нікола Тесла      | 12 сезон 4 серія «Nikola Tesla's Night of Terror» \ «Ніч жаху Ніколи Тесла» |  |

### Телефільми
| Рік  | Фільм                         | Оригінальна назва фільму                | Персонаж       | Примітка |
| ---- | ----------------------------- | --------------------------------------- | -------------- | -------- |
| 1994 |                               | Michele va alla guerra                  | Солдат         |          |
| 1995 | «Побачити тебе»               | Vidimo se                               | Макс           |          |
| 1995 | «Нічний дозор»                | Night Watch                             | Офіцер охорони |          |
| 1996 |                               | Prepoznavanje (1996 film) Prepoznavanje | Іван           |          |
| 1998 | «Не можу сказати "Прощай!"»   | Teško je reći zbogom                    | Давор          |          |
| 2004 | «Спартак»                     | Spartacus                               | Спартак        |          |
| 2009 | «Хоробре серце Ірени Сендлер» | The Courageous Heart of Irena Sendler   | Стефан         |          |

### Кінофільми
| Рік  | Фільм                                                               | Оригінальна назва фільму        | Персонаж             | Примітка                                         |
| ---- | ------------------------------------------------------------------- | ------------------------------- | -------------------- | ------------------------------------------------ |
| 1988 | «Брати по матері»                                                   | Braća po materi                 | екстреміст           | дебют в кіно                                     |
| 1993 | «Параноя»                                                           | Paranoja                        |                      |                                                  |
| 1997 |                                                                     | Puška za uspavljivanje          | «Дев'ятка»           |                                                  |
| 1997 | «Вітаємо в Сараєво»                                                 | Welcome To Sarajevo             | Рісто Бавич          |                                                  |
| 1997 | «Миротворець»                                                       | The Peacemaker                  | російський сержант   |                                                  |
| 1998 | «Шулери»                                                            | Rounders                        | Моріс                |                                                  |
| 1998 | «Практична магія»                                                   | Practical Magic                 | Джиммі Ангелов       |                                                  |
| 2000 | «Шалено вірна дружина»                                              | Committed                       | Нейл                 |                                                  |
| 2001 | «На самому дні»                                                     | The Deep End                    | Алек Спера           |                                                  |
| 2001 | «Остання воля»                                                      | Posljednja volja                | Бепо Стамбук         |                                                  |
| 2002 | «Під гіпнозом»                                                      | Doctor Sleep                    | доктор Майкл Штроцер |                                                  |
| 2004 | «Довга похмура ніч»                                                 | Duga mračna noć                 | Іван Колар           | зйомки проходили з 2001 по 2003 роках в Хорватії |
| 2005 | «Електра»                                                           | Elektra                         | Марк Міллер          |                                                  |
| 2009 | «Апокриф», новела, яка не увійшла в фільм «Нью-Йорку, я люблю тебе» | New York, I Love You            | Чоловік на лавці     |                                                  |
| 2009 | «Гелен»                                                             | Helen                           | Девід Леонард        | прем'єра 16 січня 2009 в США.                    |
| 2010 | «Початківці»                                                        | Beginners                       | Енді                 | прем'єра 3 червня 2011 у США                     |
| 2011 | «Дівчина з татуюванням дракона»                                     | The Girl with the Dragon Tattoo | Драган Арманський    | за романом Стіга Ларссона                        |
| 2012 | «Темні серця»                                                       | Dark Hearts                     | Armand               |                                                  |
| 2012 | «K11»                                                               | K11                             | Raymond Saxx Jr.     |                                                  |
| 2013 | «Радник»                                                            | The Counselor                   | Майкл (банкір)       |                                                  |
| 2013 | «95 децибел»                                                        | 95 Decibels                     | Доктор Коррі         |                                                  |
| 2014 | «Астма»                                                             | Asthma                          | Ragen                |                                                  |
| 2014 | «Опівнічне сонце»                                                   | Midnight Sun                    | Muktuk               |                                                  |
| 2014 | «Темні серця»                                                       | Dark Hearts                     | Арманд               |                                                  |
| 2016 | «Ви ніколи не були тут»                                             | You Were Never Here             | S                    |                                                  |
| 2022 | «Повсталий з пекла»                                                 | Hellraiser                      | Роланд Войт          |                                                  |

### Озвучення мультфільмів
| Рік  | Мультфільм            | Оригінальна назва мультфільму | Персонаж | Примітка |
| ---- | --------------------- | ----------------------------- | -------- | -------- |
| 2002 | «Льодовиковий період» | Ice age                       | Сото     |          |

### Документальні фільми
| Рік  | Фільм                              | Оригінальна назва фільму     | Персонаж           | Примітка |
| ---- | ---------------------------------- | ---------------------------- | ------------------ | -------- |
| 2002 | «Костелич»                         | Kostelic                     | голос за кадром    |          |
| 2003 | «Роберт Капа: в любові і на війні» | Robert Capa: In Love and War | Голос Роберта Капи |          |
| 2006 |                                    | Making Waves For Seals       | Самого себе        |          |
| 2006 | «Місто-порт»                       | Port Town                    | Самого себе        |          |
| 2008 | «Готовина»                         | Gotovina                     | Голос за кадром    |          |
| 2008 | «Йосип Броз Тіто»                  | Josip Broz Tito              | Голос за кадром    |          |

### Музичні кліпи
| Рік  | Виконавець    | Назва композиції       |
| ---- | ------------- | ---------------------- |
| 1998 | Tony Cetinski | «Zivot»                |
| 1998 | Madonna       | «The Power of Goodbye» |
| 2007 | U.N.K.L.E.    | «Burn My Shadow»       |